# 網膜色素線条症
網膜色素線条症（もうまくしきそせんじょうしょう、英 Angioid Streaks)は、眼疾患の一つで、網膜を構成するBruch膜の主成分である弾力繊維が断裂する両眼性の疾患である。特有の眼底所見を生じ、主に20代以降の男性に多く発生する。

## 概要
弾力繊維の変性によりBruch膜の断裂が視神経乳頭を中心に生じ、稲妻状の線条（すじ）を眼底に生じる。線条が中心窩に達すると脈絡膜から新生血管を発生し、新生血管黄斑症となる。一般に線条が中心窩に達するまでは自覚症状を伴わない事が多く、新生血管黄斑症を生じると変視、暗点をきたす。

## 原因
多くの場合弾力繊維性仮性黄色腫という遺伝子疾患の一症状なので、皮膚組織の検査で確認する必要がある。

## 統計
数万人に1人の割合で発症する。

## 症状
初期には自覚症状はない。新生血管黄斑症を生じると、変視症、中心暗点をきたす。新生血管黄斑症を生じなくともBruch膜の断裂に伴う出血から変視をきたす場合もある。

## 合併症
弾力繊維性仮性黄色腫

## 検査
新生血管黄斑症を生じている場合は加齢黄斑変性との識別が必要であり、特徴的な色素線条の存在で識別される。螢光造影が役立つ。

## 治療
色素線条が黄斑部に達していない場合は経過観察のみでよい。新生血管が中心窩から十分離れている場合には光凝固を考慮してもよいが、Bruch膜が脆弱であるため、症状が悪化する危険がある。光線力学療法による治療は却って症状が進行することがわかっており、アバスチン（ベバシツマブ）による治療が好成績を上げている。